# Congresdistrict

Aantal congresdistricten per staat, sinds 2013

Een congresdistrict (Engels: congressional district) in de Verenigde Staten is een geografisch gebied binnen een staat, waarvoor één afgevaardigde in het Huis van Afgevaardigden wordt verkozen. Er zijn 435 stemgerechtigde afgevaardigden in het Huis, die elk door hun district verkozen worden. Ieder district telt idealiter 720.000 inwoners.
Congresdistricten worden per staat genummerd: in Californië, bijvoorbeeld, zijn er districten van 1 tot en met 53. Daarmee is Californië tevens de staat met het grootst aantal districten en vertegenwoordigers. Staten met een kleine populatie, zoals Alaska en Delaware, hebben minimaal één congresdistrict, dat dan een at-large district genoemd wordt.
Een county ligt niet noodzakelijk geheel in een congresdistrict, alleen al omdat sommige counties veel meer dan 720.000 inwoners hebben. Omgekeerd ligt een congresdistrict meestal niet geheel in een county, omdat de counties gemiddeld ongeveer 100.000 inwoners hebben.
Het aantal leden van het Huis van Afgevaardigden per staat, en dus het aantal congresdistricten, is ook van belang voor de Amerikaanse presidentsverkiezingen. Het aantal leden van het kiescollege is per staat steeds twee meer. In de staten Maine en Nebraska zijn voor deze verkiezingen ook de congresdistricten zelf van belang, want één kiesman per congresdistrict wordt daar gekozen op basis van de stemmen in dat congresdistrict.

## Statistieken
Het at-large district van Alaska is veruit het grootste congresdistrict in de VS gerekend naar oppervlakte. Het kleinste is het 15e district van de staat New York, dat onder andere Upper Manhattan omvat. Hoewel ieder district idealiter een gelijke bevolking heeft, kan het aantal inwoners per afgevaardigde sterk variëren, vooral in dunbevolkte staten. Het at-large district van Montana had, na de volkstelling van 2000, de meeste inwoners (905.316). Het at-large district van Wyoming had daarentegen de kleinste populatie (495.304).

## Hertekening van de districten

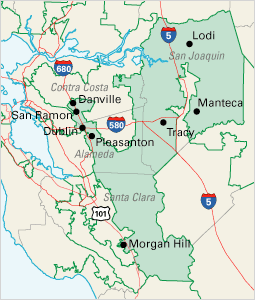
Het 11e congresdistrict van Californië was tussen 2003 en 2013 een bekend voorbeeld van gerrymandering. Toen het district na 2000 hertekend werd, wou men de toenmalige Republikeinse afgevaardigde extra kansen op herverkiezing bieden door meer traditioneel Republikeinse gebieden in het district in te sluiten.

Als een gevolg van de tienjaarlijkse nationale volkstelling worden congresdistricten frequent hertekend zodat elk district een ongeveer gelijke populatie zou vertegenwoordigen. Omdat het maximumaantal congresdistricten bij wet vastgelegd is, kunnen staten waar de bevolking in vergelijking tot andere staten niet is toegenomen, een district verliezen zodat de snelle groeiers er kunnen bijkrijgen. Het proces van het hertekenen van congresdistricten binnen een staat heet redistricting. Het strategisch hertekenen van de congresdistricten om de eigen partij voordeel te bezorgen in de verkiezingen, wordt kiesrechtgeografie of gerrymandering genoemd. Om verregaande gerrymandering tegen te gaan, hebben sommige staten ervoor gekozen om een onafhankelijke of uit twee partijen (Republikeinen en Democraten) bestaande commissie in te stellen voor het hertekenen van de districten.
Doordat congresdistricten nu en dan hertekend worden, ten gevolge van demografische veranderingen, vallen veel van de huidige districten niet samen met de historische districten waarvan ze het nummer nog steeds dragen.
De republikeinen hebben een openlijk en legaal programma, het Redistricting Majority Project (Redmap), gericht op het veranderen van de districtenkaart. Het heeft sterk bijgedragen aan de republikeinse meerderheid in beide huizen sinds 2012.
Als een gevolg de volkstelling van 2010 werden de congresdistricten van sommige staten voor de volgende verkiezing hertekend. Zo heeft Texas (overwegend republikeins) er vier congresdistricten bijgekregen omdat de bevolking er sterk is toegenomen. Andere staten zoals New York en Pennsylvania (overwegend democratisch), verloren districten. In 2012 vonden de eerste verkiezingen volgens de hertekende congresdistricten plaats en in januari 2013 namen de verkozenen hun ambt op. 